# Jacaré dos Homens
Jacaré dos Homens est une municipalité brésilienne dans l'État de l'Alagoas.